# Melody (film, 2014)
Pour les articles homonymes, voir Melody.
Pour plus de détails, voir Fiche technique et Distribution.
Melody est un film franco-belgo-film belge réalisé par Bernard Bellefroid, sorti en 2014.

## Synopsis
Pour s'offrir le salon de coiffure dont elle rêve, la jeune Melody, née sous X, s'engage à porter l'embryon d'Emily, cadre supérieur en rémission d'un cancer de l'utérus. De ce contrat naît une relation complexe tour à tour amicale et filiale, solidaire et conflictuelle, où le flux vital qui relie les deux femmes fait de l'une et de l'autre de mutuelles figures maternelles.

## Fiche technique
- Titre : Melody
- Réalisation : Bernard Bellefroid
- Scénario : Bernard Bellefroid, Carine Zimmerlin et Anne-Louise Trividic
- Photographie : David Williamson
- Montage : Jean-Luc Simon
- Musique : Frédéric Vercheval
- Sociétés de production :  Artémis Productions, Liaison Cinématographique, Mille et Une Films, Samsa Film, en association avec la SOFICA, Cofinova 10
- Société de distribution : Damned Distribution
- Pays d'origine :  Belgique |  Luxembourg |  France
- Durée : 90 minutes
- Date de sortie : 
  - France : 23 août 2014 (Festival du film francophone d'Angoulême)
  - France : 6 mai 2015

## Distribution
- Rachael Blake : Emily
- Lucie Debay : Melody
- Don Gallagher : Gary
- Laure Roldan : Marion
- Clive Hayward : Norman
- Lana Macanovic : docteur Sirenko
- Julie Maes : Coleen
- Catherine Salée : Catherine
- Larisa Faber : vendeuse de layettes
- Janine Horsburgh : professeur Fostel
- Julian Nest : Willis
- Jules Werner : Dr Helwitt

## Récompenses et distinctions

### Sélections
- Ramdam Festival - édition 2015 : sélection officielle pour la catégorie Fiction et prix du film le plus dérangeant de la catégorie fiction remis par les organisateurs du festival à la suite de l'annulation du festival pour cause de menaces terroristes.